# Jakup Krasniqi
Jakup Krasniqi (Glogovac 1. siječnja 1951.) kosovski političar, dva puta vršitelj dužnosti predsjednika Kosova te predsjednik skupštine Kosova.